# Eversen
 (décembre 2021).
Si vous disposez d'ouvrages ou d'articles de référence ou si vous connaissez des sites web de qualité traitant du thème abordé ici, merci de compléter l'article en donnant les références utiles à sa vérifiabilité et en les liant à la section « Notes et références ».
Eversen est un village de la ville de Bergen, dans la partie nord du district de Celle, sur la lande de Lüneburg, dans le Land de Basse-Saxe, au nord de l'Allemagne.
Bien qu'Eversen ait été mentionné pour la première fois dans un registre féodal datant de 1330, les premières découvertes archéologiques datent de la période paléolithique. Le village se trouve en bordure du parc naturel de Südheide et était une municipalité indépendante jusqu'à son incorporation à l'arrondissement de Bergen en 1973. Il a une superficie de 3 328 hectares (8 223,66707968 acre) et une population de 1270 habitants (2019).

## Géographie

### Hameaux

#### Kohlenbach

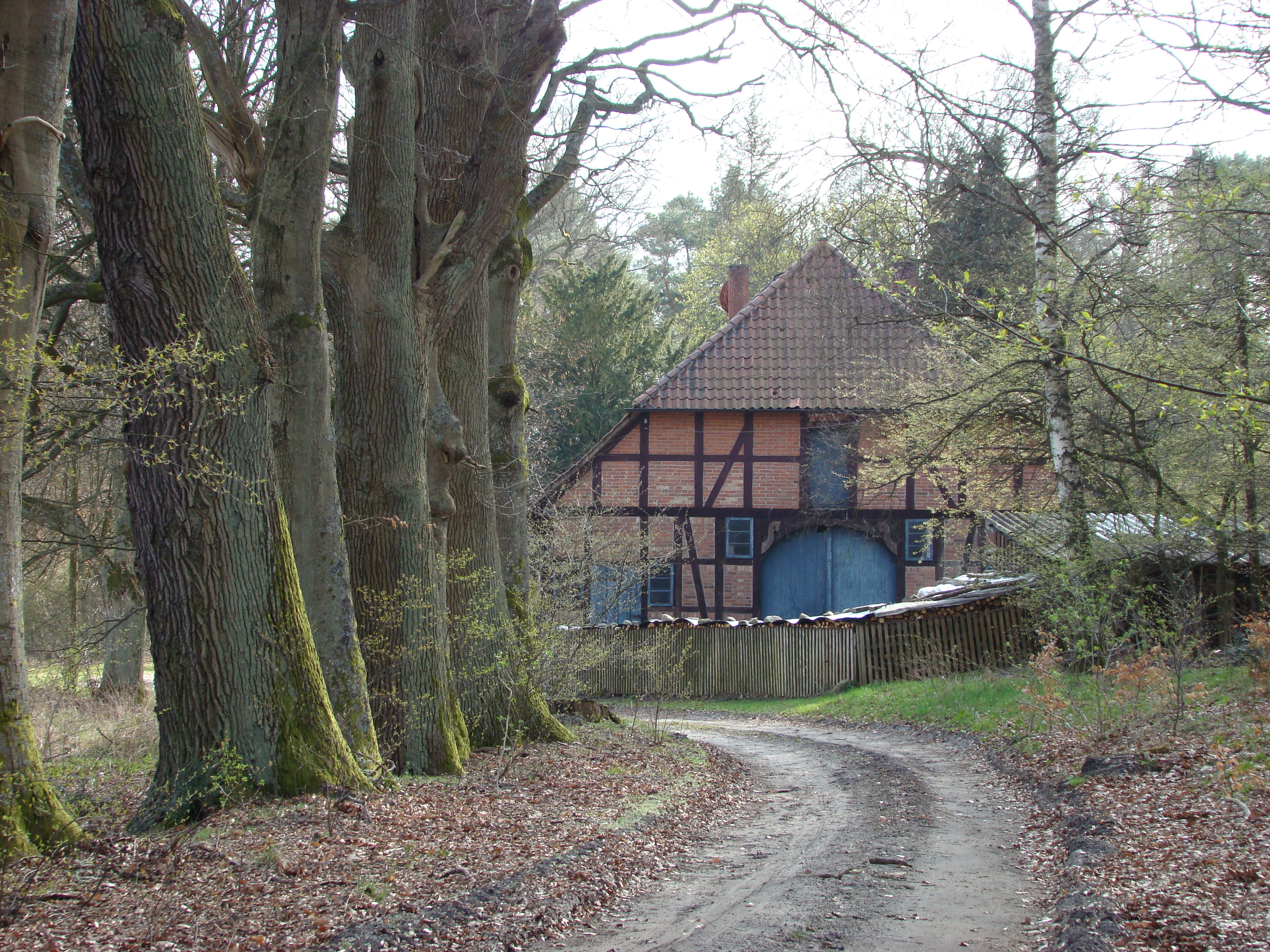
Le sentier E1 à Kohlenbach.

Kohlenbach se compose d'une maison forestière dans le bois de Garßen, près d'Eversen et une ferme. Le Klein Kohlenbach, affluent du Bruchbach, passe devant et donne son nom au hameau. Le nom Kohlenbach  se réfère probablement à la couleur sombre de son eau.
Sur l'Alte Celler Heerstraße, entre Hanovre et Celle, en direction de Lüneburg, il y a à l'origine un relais de poste avec une auberge. À la fin du XVIIIIe siècle, en raison de nouveaux réseaux de transport et de la construction du chemin de fer, cet itinéraire perd de son importance en tant que route commerciale et le restaurant est abandonné. Dans une carte topographique datant de 1777, la « Försterhaus zu dem Colenbach » est mentionnée pour la première fois. Depuis lors, Kohlenbach est le foyer du garde forestier.
Kohlenbach est rattaché à  Eversen en 1929, puis Eversen fusionne avec Bergen en janvier 1973.
Aujourd'hui, le sentier européen E1 et le Heidschnuckenweg passent devant la ferme.

## Histoire
Au cours d'une réforme municipale en 1929, les villages jusque-là indépendants d'Altensalzkoth et de Feuerschützenbostel et la ferme de Kohlenbach ont été incorporés à la paroisse d'Eversen.